# Masters de Canadá 2004
El Masters de Canadá 2004 (también conocido como 2004 Canada Masters and the Rogers AT&T Cup por razones de patrocinio) fue un torneo de tenis jugado sobre pista dura. Fue la edición número 115 de este torneo. El torneo masculino formó parte de los ATP World Tour Masters 1000 en la ATP. La versión masculina se celebró entre el 26 de julio y el 1 de agosto de 2004.

## Campeones

### Individuales masculinos
Roger Federer vence a  Andy Roddick, 7–5, 6–3.

### Dobles masculinos
Mahesh Bhupathi /  Leander Paes vencen a  Jonas Björkman /  Max Mirnyi, 6–4, 6–2.

### Individuales femeninos
Amélie Mauresmo vence a  Elena Likhovtseva, 6–1, 6–0.

### Dobles femeninos
Shinobu Asagoe /  Ai Sugiyama vencen a  Liezel Huber /  Tamarine Tanasugarn, 6–0, 6–3.